# Scrub (Angvila)
Otok Scrub (eng. Scrub Island) je otok površine 8 km2 koji leži uz istočni vrh glavnog otoka Angvile, britanskog prekomorskog teritorija na Karibima. Lako se dolazi brodom. U privatnom je vlasništvu,. Na otoku postoji nekoliko napuštenih kuća, uglavnom nakon što ih je oštetio uragan, te ostaci napuštenog aerodroma. Nema struje ni vode.
Otok je BirdLife International identificirao kao važno ornitološko područje, uglavnom zbog gniježđenja morskih ptica. To su astečki galeb te čigre Thalasseus maximus, Sterna dougallii i Sternula antillarum. Stalnekopnene ptice uključuju Elaenia martinica i Margarops fuscatus. Pet je vrsta gmazova na otoku: Pholidoscelis plei, Anolis gingivinus, Sphaerodactylus parvus, Sphaerodactylus sputator i ugroženi Alsophis rijgersmaei. Zabilježene su kornjače golema želva i Sedmopruga usminjača. Prisutne su divlje koze i štakori. Kitovi se obično mogu vidjeti zapadno od Scruba, duž južne obale.

## Vanjske poveznice
|  | Zajednički poslužitelj ima još gradiva o temi Scrub (Angvila) |

- Istraživanje otoka Scrub